# محوطه گورستان کلک لی
محوطه گورستان کلک لی مربوط به عصر آهن است و در شهرستان کوثر، بخش فیروز، دهستان زرج آباد، روستای بورستان واقع شده و این اثر در تاریخ ۲۶ اسفند ۱۳۸۷ با شمارهٔ ثبت ۲۵۷۸۰ به‌عنوان یکی از آثار ملی ایران به ثبت رسیده است.